# Abul Faraj al-Isfahani
Abul Faraj al-Isfahani (897-967) (ar.: أبو الفرج الأصفهاني) a fost un savant și literat arab, autorul celebrei antologii „Cartea cântecelor" 
(ar.: Kitāb al-Aghānī كتاب الأغاني), care cuprinde poezii, începând cu cele ale poeților preislamici (sec. VI-VII) și terminând cu cele ale poeților contemporani cu autorul. Lucrarea include date biografice ale acestor poeți și constituie totodată un prețios izvor pentru istoria califatului arab.